# 大久保忠佐
大久保忠佐（日语：／ Ōkubo Tadasuke，1537年—1613年11月9日）是日本戰國時代、安土桃山時代至江戶時代前期的武將和大名。駿河沼津藩藩主。蟹江七本槍、德川十六神將之一。德川氏家臣。

## 生平
天文6年（1537年）在三河國上和田（現今愛知縣岡崎市）出生，大久保忠員的次男。與父親和兄長忠世一同仕於松平廣忠、家康。武勇優秀，在元龜3年（1572年）的一言坂之戰中與本多忠勝一同擔任殿軍。在天正3年（1575年）的長篠之戰、天正12年（1584年）的小牧長久手之戰中與有參戰並立下戰功。
天正18年（1590年），在家康移至關東後被賜予上總茂原5千石。在慶長5年（1600年）的關原之戰中跟隨德川秀忠，但是被真田昌幸、信繁父子拖延行軍。慶長6年（1601年），被家康賜予駿河沼津2萬石並成為大名。
因為嫡男忠兼早逝，於是想收當時是幕府旗本的八弟忠教為養子來繼承家族，不過忠教以「不是自己的功勲」為由固辞。在慶長18年（1613年）9月27日死去，享年77歳。沼津藩因為無嗣斷絕而被改易。

## 人物逸話
- 在長篠之戰後，與兄長忠世一同被織田信長讚賞為「膏藥」（緊貼著敵方的意思）以顯示他們的武勇。
- 與同僚本多忠勝一樣，相傳活躍於戰場但從未負傷過。
- 泰國日僑首領山田長政曾是他的家臣。